# Parafia św. Jana Sarkandra w Bańgowie
Parafia św. Jana Sarkandra w Siemianowicach Śląskich-Bańgowie – parafia rzymskokatolicka w Siemianowicach Śląskich, w dzielnicy Bańgów, przy ul. Bańgowskiej 25. Przynależy ona do dekanatu Siemianowice Śląskie w archidiecezji katowickiej. Została ona erygowana 1 stycznia 2004 roku.

## Historia
Powołanie parafii w Bańgowie jest związane z powstaniem w latach 80. XX wieku nowego osiedla mieszkaniowego, do którego pierwsi mieszkańcy wprowadzili się w 1988 roku. Opiekę duszpasterską zapewniała początkowo parafia w Michałkowicach. Przy ulicy Polnej 17 zorganizowano Pawilon Katechetyczny, która w późniejszym czasie stała się kościołem parafialnym parafii Nawiedzenia Najświętszej Maryi Panny w Starym Bańgowie. 
Od końca sierpnia 1992 roku budowniczym i proboszczem parafii w Starym Bańgowie został ksiądz Krystian Bujak. W latach 1994–1998 roku powstał dom parafialny oraz probostwo, a jednocześnie prowadzono prace przy budowie kościoła. 1 stycznia 2004 roku dekretem księdza arcybiskupa Damiana Zimonia ustanowiono parafię św. Jana Sarkandra, którego proboszczem został dotychczasowy duszpasterz z parafii Nawiedzenia Najświętszej Maryi Panny – ksiądz Krystian Bujak. Poświęcenia nowego kościoła przy ul. Bańgowskiej dokonał ksiądz arcybiskup Damian Zimoń w dniu 30 maja 2006 roku.

## Działalność duszpasterska
W kościele parafialnym odbywają się msze święte (dwie w niedziele i święta nakazane oraz jedna w dni powszednie), a także różnego typu nabożeństwa. Działają tu też liczne organizacje i grupy parafialne, w tym Ministranci, Wojownicy Maryi, Ruch Szensztacki i Żywy Różaniec.